# Condado de Oliver (Dakota del Norte)
El condado de Oliver (en inglés: Oliver County, North Dakota), fundado en 1885, es uno de los 53 condados en el estado estadounidense de Dakota del Norte. En el 2000 el condado tenía una población de 2065 habitantes en una densidad poblacional de 1 personas por km². La sede del condado es Center.
El condado fue creado por la legislatura territorial y 1885 se organizó el 18 de mayo de 1885. Su nombre es el Harry S. Oliver de Lisboa, Dakota del Norte (1855-1909), un político republicano y miembro de la Cámara de Representantes. Sanger (Raymond) fue la sede del condado desde 1885 hasta 1902 y se convirtió en centro de la capital del condado en 1902.

## Geografía
Según la Oficina del Censo, el condado tiene un área total de 1893 km² (730,9 mi²), de la cual 1875 km² (723,9 mi²) es tierra y 21 km² (8,1 mi²) es agua.

### Condados adyacentes
- Condado de McLean (noreste)
- Condado de Burleigh (este)
- Condado de Morton (sur)
- Condado de Mercer (oeste y norte)

## Demografía
En el 2000 la renta per cápita promedia del condado era de $36 650, y el ingreso promedio para una familia era de $45 430. El ingreso per cápita para el condado era de $16 271. En 2000 los hombres tenían un ingreso per cápita de $40 577 versus $19 015 para las mujeres. Alrededor del 14.90% de la población estaba bajo el umbral de pobreza nacional.
| 1890 | 1900 | 1910 | 1920 | 1930 | 1940 | 1950 | 1960 | 1970 | 1980 | 1990 | 2000 | Est. 2009 |
| ---- | ---- | ---- | ---- | ---- | ---- | ---- | ---- | ---- | ---- | ---- | ---- | --------- |
| 468  | 990  | 3577 | 4425 | 4262 | 3859 | 3091 | 2610 | 2322 | 2495 | 2381 | 2065 | 1643      |

## Mayores autopistas
- Carretera de Dakota del Norte 25
- Carretera de Dakota del Norte 31
- Carretera de Dakota del Norte 48
- Carretera de Dakota del Norte 1806
- Carretera de Dakota del Norte 200A

## Lugares

### Ciudades
- Center

Nota: todas las comunidades incorporadas en Dakota del Norte se les llama "ciudades" independientemente de su tamaño

### Territorios no organizados
- East Oliver
- West Oliver